# Chiesa di Santa Chiara (Venezia, Murano)

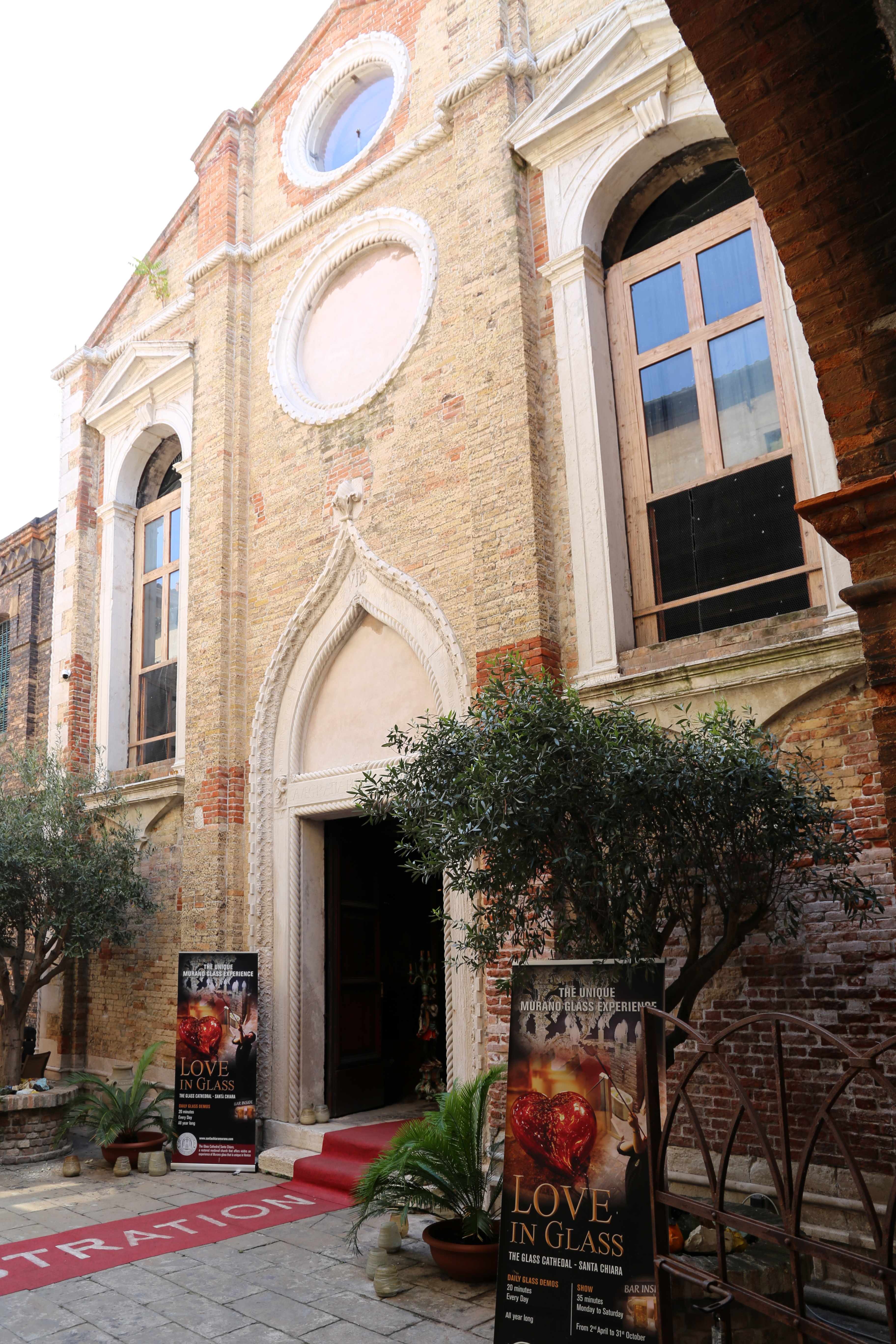
Facciata

La chiesa di Santa Chiara era un luogo di culto cattolico della città di Venezia  con annesso convento abitato dal 1231 da monaci agostiniani a cui a metà del XIV secolo successero le monache benedettine. Dopo la soppressione dell'ordine, a seguito dei decreti napoleonici, la chiesa ed il convento vennero utilizzati a scopo industriale e commerciale.

## Storia
La chiesa si trova nell'insula di Santo Stefano, sul lato occidentale di Murano prospiciente la città di Venezia. La chiesa di Santa Chiara faceva parte di un complesso monastico che risulta documentato ufficialmente come convento agostiniano, intitolato a San Nicola della Torre, fin dal 1231. Nel XII secolo il monastero figura fra gli insediamenti religiosi del Patriarcato di Aquileia. Verso il 1369 ai monaci agostiniani succedono dapprima le monache benedettine le quali, a causa della loro scandalosa condotta, vennero sostituite dalle suore francescane di Santa Chiara, che non solo diedero il nome alla chiesa ma avviarono agli inizi del Cinquecento il restauro della Chiesa. 

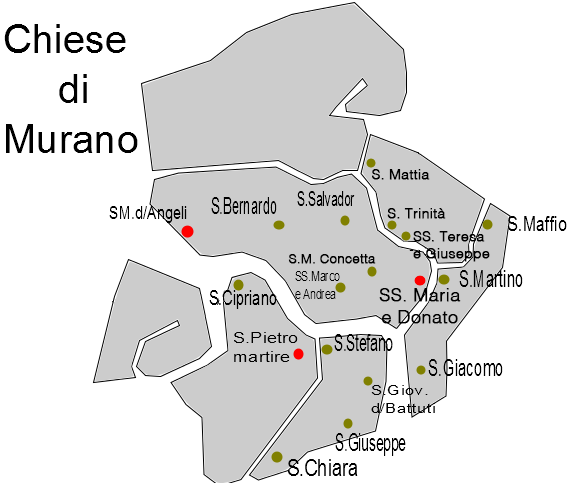

Nel catasto napoleonico del 1810 è possibile vedere come si sviluppava il monastero di Santa Chiara prima delle demolizioni avvenute in seguito alla soppressione. Viene individuata la parte di chiesa “esteriore” cioè quella parte di chiesa che veniva usata dai fedeli mentre la parte di chiesa “interiore” usata dalle monache viene compresa dal mappale identificativo del monastero. Vi si identificano gli orti delle monache e la Casa dell'Ortolano. Era presente anche un piccolo camposanto. In seguito al decreto Napoleonico, la chiesa e il convento sono soppressi. La consistenza immobiliare del monastero non varierà di molto nei secoli successivi alla ristrutturazione del XVI secolo, come si può vedere dalle numerose vedute prospettiche del XVII e del XVIII secolo e dal Catasto Napoleonico del 1809. La chiesa, dotata di un vasto patrimonio edilizio e localizzata in posizione favorevole fra la bocca di porto, Venezia e la terraferma, diviene dunque un insediamento particolarmente appetibile per gli industriali extra locali. 
Nel 1826 la ditta "Fratelli Marietti" di Milano acquista dal demanio la chiesa e l'annesso convento per impiantarvi la sua produzione di bottiglie nere per vino, di lastre per finestre, cristalli per specchi e campane di vetro con personale proveniente in buona parte dalla Francia per cui la fabbrica prese il nome di "Vetreria dei francesi" e lo conservò per un cinquantennio.  Nel periodo immediatamente successivo, le strutture conventuali vengono via via adattate alla funzione industriale: il chiostro viene aperto da un lato; alla chiesa e al campanile si affianca una grossa costruzione e sul fronte della laguna viene costruito un edificio. È probabile addirittura che sia stato abbattuto il campanile o che sia stato utilizzato come base per il nuovo edificio. 
Quando nel 1884 il barone Franchetti rileva la vetreria, la chiesa di Santa Chiara viene restaurata e suddivisa nel suo interno in due piani; il chiostro invece, ridotto a tre lati, viene sopraelevato, dotato di una loggia all'ultimo piano e infine viene suddiviso in due navate da una serie di pilastri e capriate in legno e coinvolto anch'esso nelle funzioni produttive.
Nel 1906 la fabbrica venne rilevata dalla "Società Cristallerie e Vetrerie Riunite" che la gestì fino al 1913, epoca in cui si formò una nuova società.
Nel 1923, l'ingegnere Giovanni dell'Olivo progetta il "nuovo fabbricato ad uso abitazione ed uffici per la Cristalleria Murano", dotato di portico sulla fondamenta, che riqualifica l'ingresso allo stabilimento, fino a quella data spoglio e semplice come quello francescano. Nel 1924 la Soprintendenza di Venezia pone il vincolo ai resti del chiostro delle clarisse, utilizzati impropriamente fin dal 1913, i quali vengono rimontati molti anni dopo nella vicina chiesa di San Pietro Martire. In luogo del chiostro viene così realizzata, a più riprese, una nuova struttura produttiva con fronte sul Rio dei Vetrai e sulla Laguna. 
Nel 1940 lo stabilimento delle "Cristallerie Murano" cambia di proprietà ed assume il nome di “Immobiliare Finanziaria Toso”. La nuova committenza, nel 1947 fa costruire il corpo a due piani addossato alla facciata posteriore della chiesa che, poco tempo dopo, viene completata con la sopraelevazione di parte della struttura stessa. A prolungamento di questo edificio, nei primi anni cinquanta, è eretta anche una tettoia. Dal 1968 in poi, vengono effettuati numerose ed intricate divisioni di proprietà. L'incuria e la sottoutilizzazione produttiva della porzione più antica e preziosa dell'area di Santa Chiara, provoca in pochi anni un grave degrado del patrimonio architettonico industriale, oltre ad un ulteriore parcellizzazione della proprietà. 
Nel 2012 viene intrapreso un importante progetto di conservazione e riuso dell'ex chiesa di Santa Chiara.
Nel luglio del 2017 l’ex-chiesa viene riaperta. Oggi è possibile assistere alla lavorazione artigianale del vetro al suo interno. Le dimostrazioni vengono svolte regolarmente, e sono inoltre presenti uno showroom e un bar.
All'interno di questo stabilimento esistono gli avanzi di una villetta che fu dei Mocenigo dove si davano convegno i nobili veneziani. Esistono ancora i soffitti affrescati di buona fattura recanti soggetti mitologici, allegorie musicali e di poesia.

## Galleria d'immagini

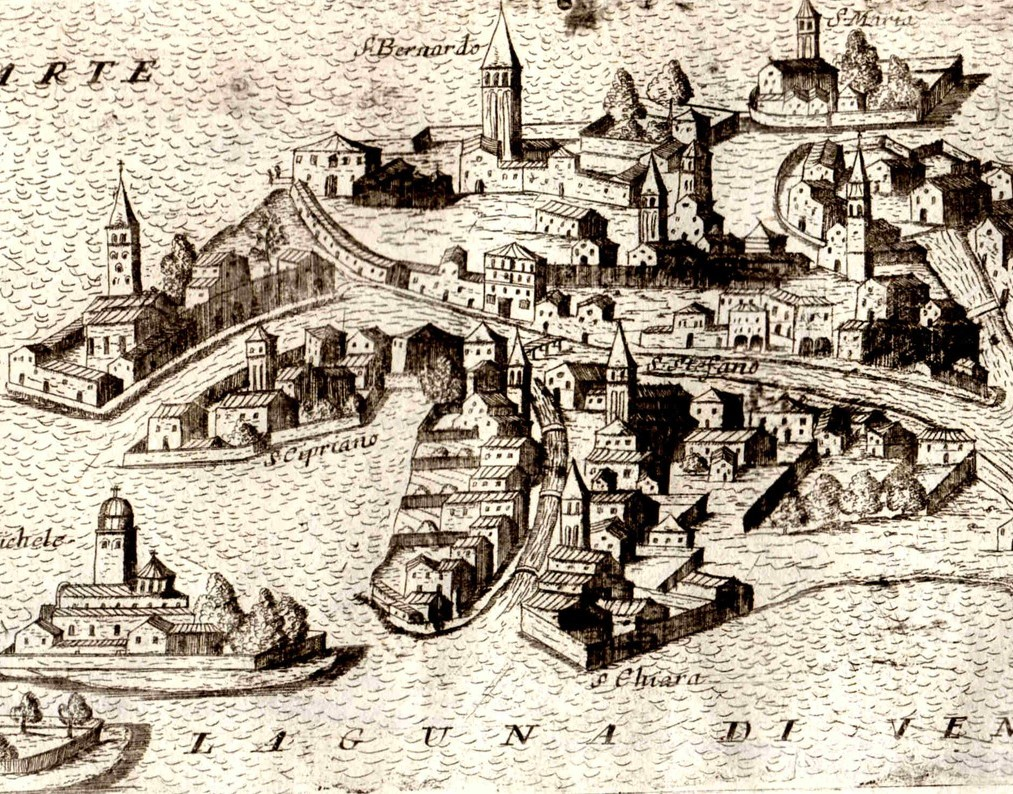
Vincenzo Coronelli, Singolarità di Venezia, 1708, particolare
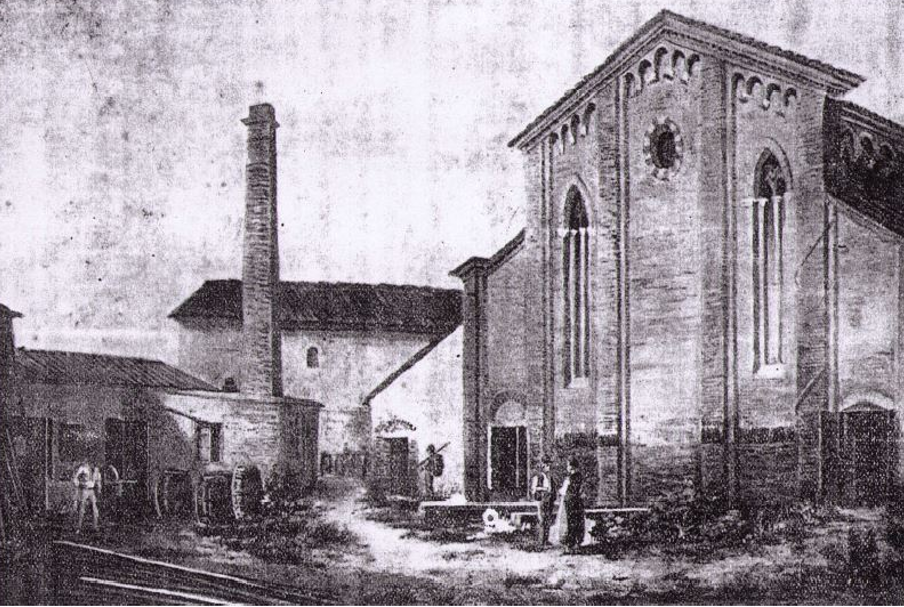
Chiesa di Santa Chiara, Murano
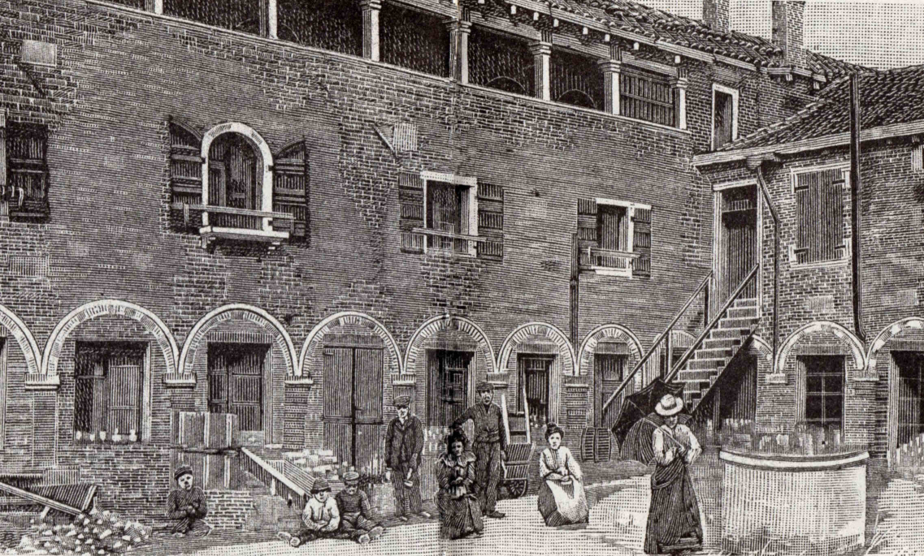
Convento di Santa Chiara, Murano Vetreria Franchetti
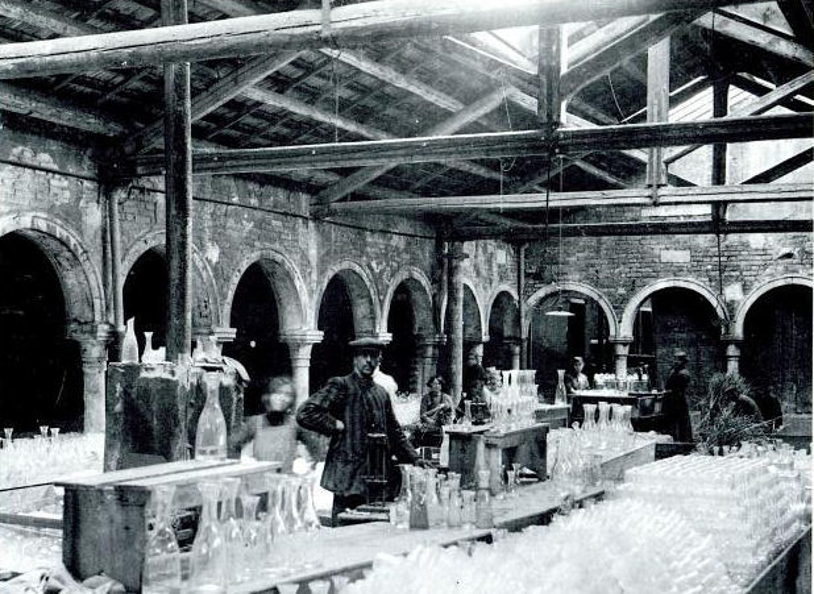
Santa Chiara, Murano
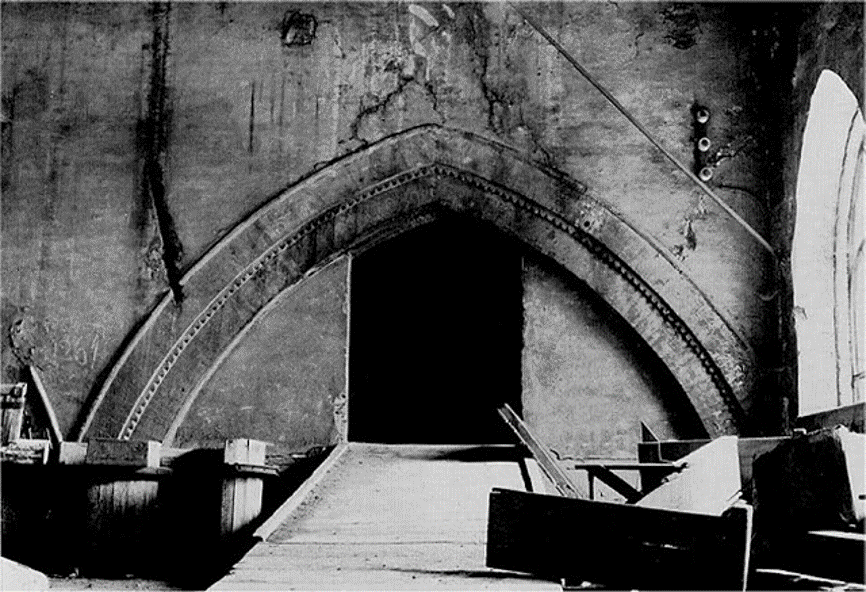
Santa Chiara, Murano
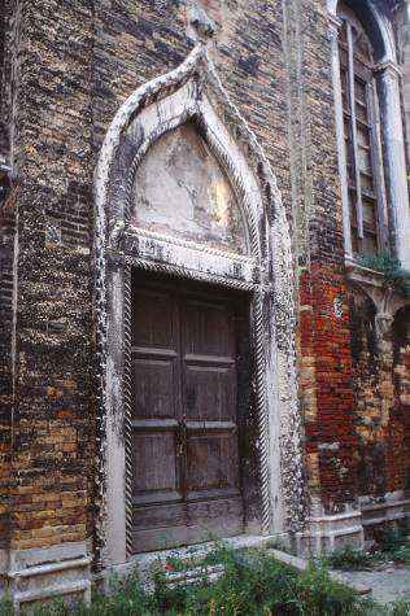
Santa Chiara, Murano
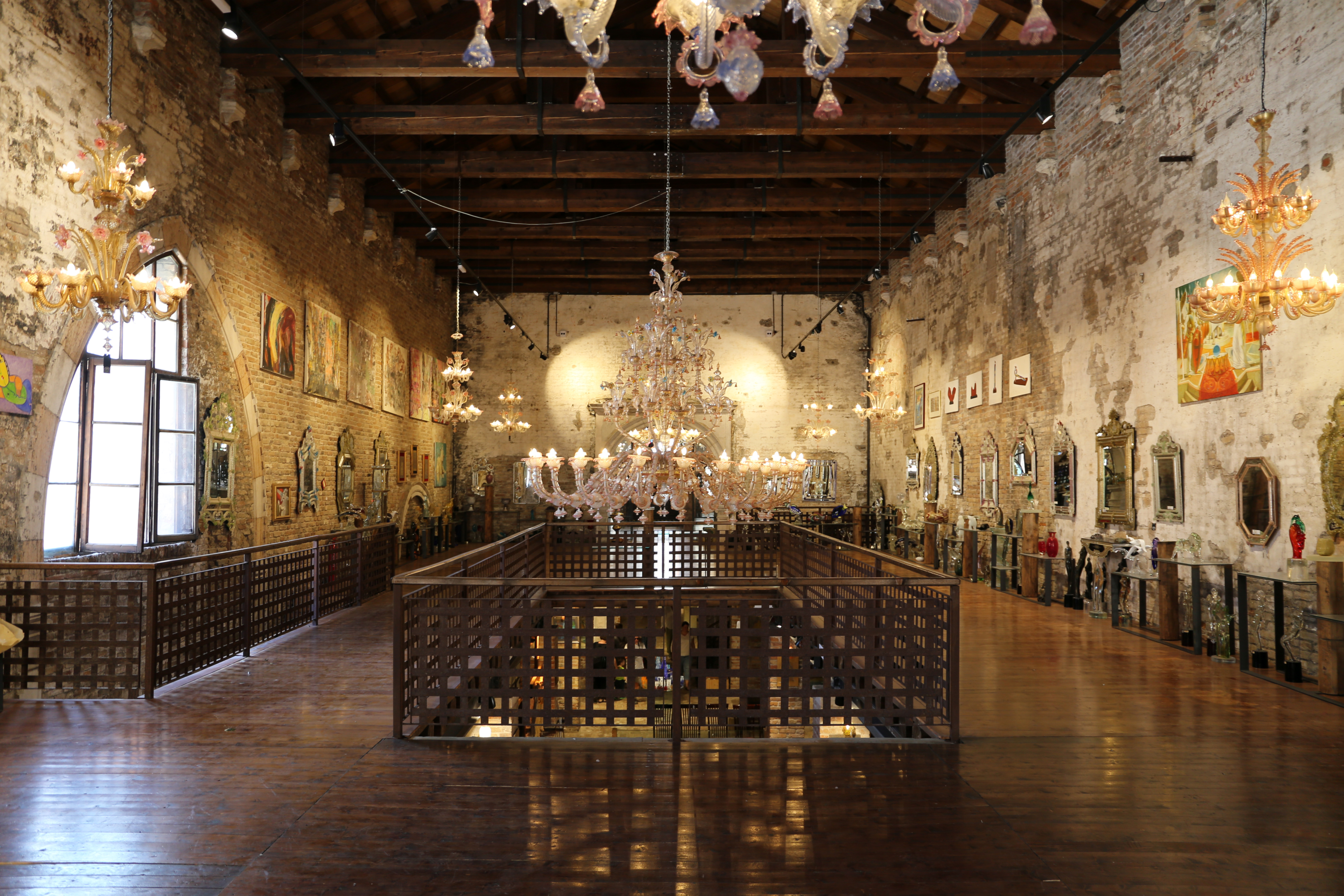
Murano,ex-chiesa di Santa Chiara